# 島口重次郎
島口 重次郎（しまぐち じゅうじろう、1912年〈明治45年〉1月15日 - 1968年〈昭和43年〉3月17日）は、日本の社会運動家、実業家、政治家。衆議院議員（3期）。

## 経歴
青森県弘前市で生まれる。小学校卒業後、市内のタンス店に職工として勤め、その後、無産運動に加わる。1932年、全農青年部青森県連合会執行委員に就任。1934年、日本共産党に入党したが、同年に検挙され懲役3年となり服役した。
戦後、日農の再建に尽力し、また日本社会党の結成に加わり、同青森県連選挙対策部長、同書記長、同委員長、弘前市議会議員、青森県議会議員などを務めた。
1958年5月、第28回衆議院議員総選挙に青森県第二区から出馬して当選。第30回、第31回総選挙でも当選し、衆議院議員を通算三期務め、在任中に死去した。この間、日本社会党中央本部執行委員、同中小企業局団体対策部長などを歴任。
その他、青森県藁工品協会長、全国藁工品協会中央理事、弘前油脂産業社長、島口興業社長などを務めた。